# Simon Rožman
Simon Rožman, slovenski nogometaš in trener, * 6. april 1983, Celje.
Rožman je nekdanji profesionalni nogometaš, ki je igral na položaju vezista. V svoji karieri je igral za slovenske klube Celje, Mons Claudius in Kovinar Štore. V prvi slovenski ligi je odigral eno tekmo. Po končani karieri deluje kot trener pri Celju, Rijeki, Mariboru, Domžalah ter med letoma 2023 in 2024 pri Sarajevu.